# Centropyge nox
Centropyge nox är en fiskart som först beskrevs av Bleeker, 1853.  Centropyge nox ingår i släktet Centropyge och familjen Pomacanthidae. IUCN kategoriserar arten globalt som livskraftig. Inga underarter finns listade i Catalogue of Life.